# Phrynobatrachus francisci
Phrynobatrachus francisci é uma espécie de anfíbio da família Petropedetidae.
Pode ser encontrada nos seguintes países: Burkina Faso, Costa do Marfim, Gâmbia, Gana, Mali, Nigéria, Senegal, e possivelmente Benin, Guiné, Guiné-Bissau, Mauritânia, Níger, Serra Leoa e Togo.
Os seus habitats naturais são: savanas áridas, savanas húmidas, matagal árido tropical ou subtropical, matagal húmido tropical ou subtropical, pântanos, marismas intermitentes de água doce, terras aráveis, pastagens, jardins rurais, áreas urbanas, lagoas e canais e valas.